# Deodoro da Fonseca
Manuel Deodoro da Fonseca (fonetisch Portugees: mɐnuˈɛɫ deoˈdɔɾu da fõˈsekɐ; Alagoas da Lagoa do Sul (Alagoas), 5 augustus 1827 - Barra Mansa (Rio de Janeiro), 23 augustus 1892) was de eerste president van de Republiek Brazilië nadat hij een militaire coup had geleid waarbij keizer Pedro II was afgezet.

## Biografie
Als derde kind in een grote militaire familie uit Alagoas, een stadje dat vandaag de dag zijn naam draagt, trad Manuel in de voetsporen van zijn vader Manuel Mendes da Fonseca Galvão (Pernambuco, 25 juli 1785 - Rio de Janeiro, 24 augustus 1859) en volgde een militaire loopbaan.
Als militair was hij in 1848 betrokken bij het neerslaan van de Praieirarevolte of strandrevolutie, het Braziliaanse antwoord op het revolutiejaar 1848. Hij was ook bij gevechten betrokken tijdens de Oorlog van de Drievoudige Alliantie (1864 - 1870), waarin hij de rang van kapitein behaalde, en in 1883 werd hij uiteindelijk gepromoveerd tot veldmaarschalk, en later tot maarschalk. Zijn persoonlijke moed, militaire competentie en mannelijkheid maakten hem tot een nationaal figuur.

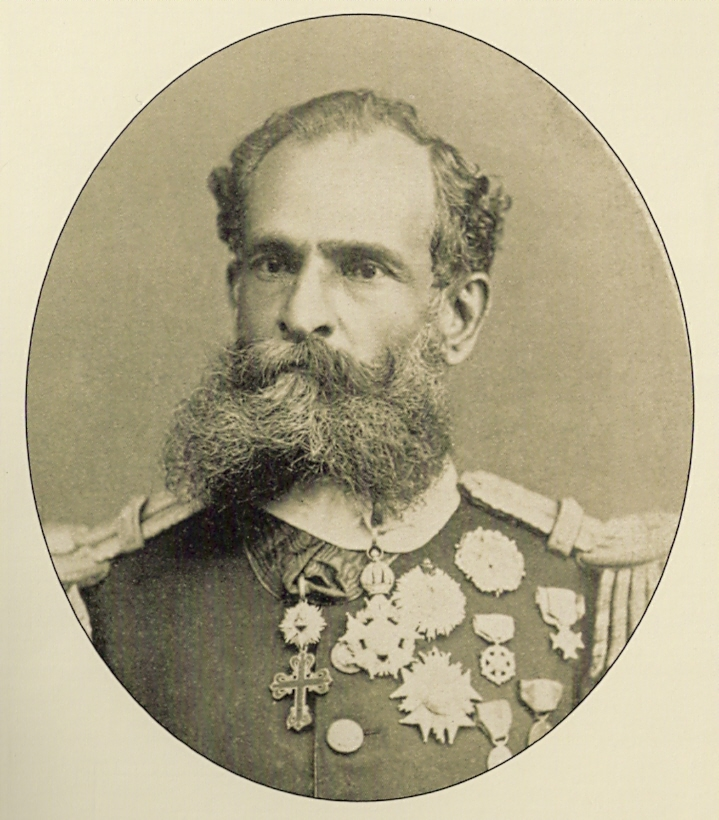
Maarschalk Fonseca in 1881.

Als gouverneur van Rio Grande do Sul werd Fonseca door republikeinse intellectuelen als Benjamin Constant en Rui Barbosa benaderd in São Paulo. In 1886 ging da Fonseca, nadat hij had gehoord dat de overheid de arrestatie van prominente republikeinen had bevolen, naar Rio de Janeiro en nam hij de leiding over de legerfactie die voor afschaffing van de slavernij was.
Keizer Pedro II was al decennia voorstander van de afschaffing van de slavernij, hij had zijn eigen slaven al in 1840 vrijgelaten, maar hij geloofde dat de afschaffing geleidelijk moest plaatsvinden om de economie geen schade toe te brengen. Zijn dochter, Isabel, schafte in 1888 tijdens haar derde periode als regent de slavernij af terwijl haar vader uit het land was. Boze grootgrondbezitters speelden een rol in de daaropvolgende coup d'état.
Als vooraanstaand figuur werd Fonseca de leider van de militaire coup die verantwoordelijk was voor het afzetten van de keizer op 15 november 1889. Hij was voor korte tijd hoofd van de voorlopige regering die een constitutioneel congres bijeenriep om een nieuwe grondwet te schrijven voor de Verenigde Staten van Brazilië. Hij verwikkelde echter al snel in onenigheden met de burgerlijke republikeinse leiders. Zijn verkiezing als president van Brazilië op 26 februari 1891, met een krappe meerderheid, werd gesteund door militaire druk op het congres.
De regering onder Fonseca, politiek en persoonlijk verdeeld tussen de president en de vicepresident Floriano Peixoto, had te maken met sterke oppositie in het Congres, welke een obstructieve koers voer. Tijdens de eerste maanden van zijn presidentschap gunde hij zijn ministers vrijwel gehele controle over hun ministerie.
Arbitraire presidentiële decreten over bijvoorbeeld de concessie van de haven van Torres aan een bedrijf en een opleving van economisch nationalisme versterkten het verzet in het congres, dat zich rond de vicepresident schaarde en de publieke opinie beïnvloedde. Dit zorgde er uiteindelijk ook voor dat de republikeinen uit het zuiden hun steun voor de maarschalk en de voorlopige regering terugtrokken. De situatie kwam tot een climax toen Fonseca het Nationaal Congres ontbond en de noodtoestand afkondigde op 3 november 1891. Een groep was tegen deze beslissing, en vond steun hiervoor onder de hoogstgeplaatste officieren van de Marine inclusief admiraal Custódio José de Melo. De maarschalk kwam tot de conclusie dat hij op de rand van burgeroorlog stond, en op 23 november 1891 tekende hij zijn afstand van het presidentschap, en droeg hij dit over aan zijn vicepresident Floriano Peixoto.
Deodoro da Fonseca overleed in Rio de Janeiro op 23 augustus 1892.

## Voetnoten
- Charles Willis Simmons, Marshal Deodoro and the fall of Dom Pedro II, 1966